# شوحط (أبها)
قرية شوحط هي أحد قرى قبيلة بني مالك عسير، شمال مدينة أبها في جنوب السعودية. هذه القرية تابعة لقبيلة آل رميان وهي أحد أقسام قبيلة بني مالك عسير. تنتشر في هذه القرية أشجار العرعر وهي معتدلة الحرارة في الصيف وباردة في الشتاء.

## الموقع
يحد قرية شوحط من الشمال قُرى التلادة ومن الغرب قُرى آل يعلى ومن الغرب قُرى بني رزام ومن الجنوب قُرى علكم.[بحاجة لمصدر]

## المناخ
يكون فصل الشتاء فيها بارد حيث تتراوح درجة الحرارة ما بين 10 إلى 12 درجة مئوية، أما في فصل الصيف فيكون المناخ معتدل وتتراوح درجة الحرارة ما بين 20 إلى 27 درجة مئوية، وتكثر الأمطار في فصلي الربيع والصيف. [بحاجة لمصدر]